# Ideggyógyászati Szemle
Ideggyógyászati Szemle = Clinical Neuroscience : a Magyar Ideg- és Elmeorvosok Társasága hivatalos lapja = Official journal of Hungarian Society of Neurology and Psychiatry. Indulás: 1948. Székhely: Budapest. Periodicitás: havonként, utóbb kéthavonta összevont számokkal. ISSN 0019-1442

## Információk a folyóiratról
A nyomtatott kiadvány mellett online kiadása is van. Jelenlegi főszerkesztője (2011. december) Rajna Péter. A szakfolyóirat impakt faktora 2016-ban: 0,322
Ma már a Magyar Ideg- és Elmeorvosok Társasága mellett számos más ugyancsak idegtudományokkal foglalkozó vagy ahhoz (is) kapcsolódó társaság a szakfolyóirat közreadója, a következők:
- Magyar Idegsebészeti Társaság,
- Magyar Klinikai Neurofiziológiai Társaság,
- Magyar Gyermekneurológiai, -idegsebészeti, Gyermek- és Ifjúságpszichiátriai Társaság,
- Magyar Neuradiológiai Társaság,
- Magyar Epilepszia Liga,
- Magyar Gerincgyógyászati Társaság,
- Horányi Béla Klinikai Idegtudományi Társaság,
- Magyar Stroke Társaság,
- Magyar Idegtudományi Társaság.

## A folyóirat történetéhez
Magyar belorvosi archivum és ideggyógyászati szemle : az Orvos-Egészségügyi Szakszervezet Belgyógyász Szakcsoportjának lapja : az Orvos-Egészségügyi Szakszervezet Ideg-, Elme Szakcsoportjának közlönye címen jelent meg 1950-1953 között. Székhely: Budapest. Periodicitás: negyedévente. Kiadó: Egészségügyi Könyv- és Lapkiadó Vállalat. ISSN 0301-7850
Ezen időszak állományadatai:
- 3. évf. 1-4. sz. 1950
- 4. évf. 1-4. sz. 1951
- 5. évf. 1-4. sz. 1952
- 6. évf. 1-4. sz. 1953

## A szakfolyóirat korábbi jeles szerkesztőiből
- Környey István
- Miskolczy Dezső
- Vécsei László

## Állományadatok
1.1948–44.1991; 45.1992:1-12–49.1996:1-12; 50.1997:1-6,11/12; 51.1998:1-12–59.2006:1/2-11/12; 60.2007:1/2-11/12; 61.2008:1/2-11/12–64.2011:1/2--11/12.